# 宇都宮ジャパンカップサイクルロードレース
宇都宮ジャパンカップサイクルロードレース（うつのみやじゃぱんかっぷさいくるろーどれーす、英: Utsunomiya Japan Cup Cycle Road Race）は、毎年10月に栃木県宇都宮市の市街地や森林公園周回コースで2日間にわたり開催される自転車ロードレース大会である。2008年にUCIアジアツアー「1.1」(ワンデイレース・1級カテゴリー）から「1.HC」（同・超級カテゴリー）に、2020年からUCIプロシリーズに格上げされた。宇都宮市主催、日本自転車競技連盟主管。

## 概要

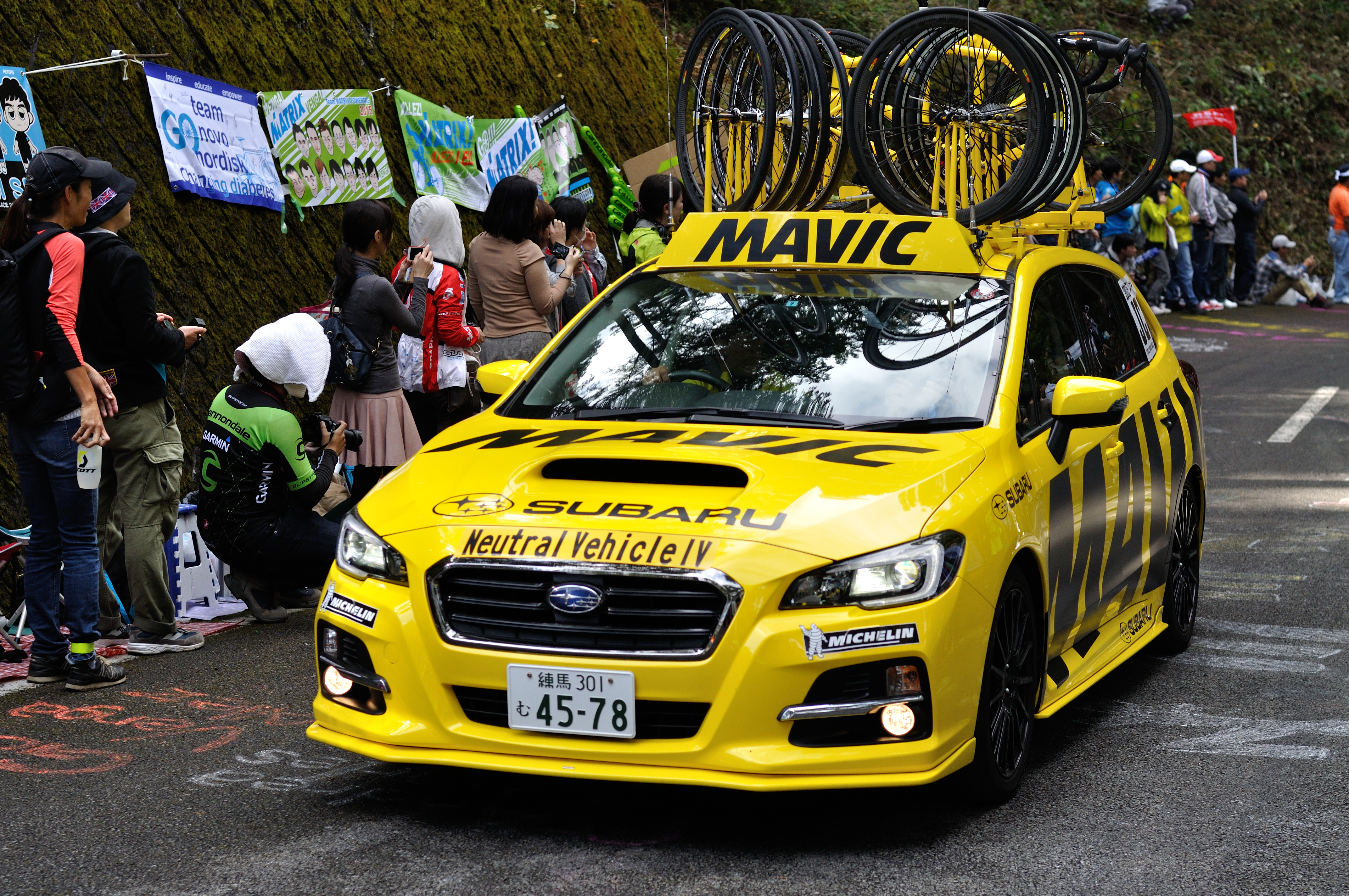
スバル・レヴォーグがベース車両のマヴィックカー

1990年に宇都宮市で開催された世界選手権自転車競技大会のロードレース部門のメモリアルとして1992年から開催されている。日本国内のワンデーレースでUCIプロチームを招待できる数少ないレースであることなどから、日本国内最高峰の自転車ロードレースと位置付けられる。
この大会はヨーロッパでの主要レースが終わったあとに開催されるが、調整の遅れやケガなどで不本意な成績に終わった選手にとっては翌年の契約条件を有利にする最後のチャンスとなるため、単なる顔見世興行にはとどまらない見どころの多いレースである。特に1996年にはワールドカップシリーズ対象レースに指定された上、最終戦まで総合優勝者の逆転の可能性があったため、直前の世界選手権で優勝したヨハン・ムセウをはじめとした世界の一流選手が集結し本気の戦いを見せるという非常にハイレベルな大会となった。
標高差185mの古賀志山林道の登りを含む宇都宮市森林公園周辺周回コースを使用し、初日にフリーラン・チャレンジレース・男女オープンレース、ジャパンカップクリテリウム、2日目に男子エリートによるメインレースが行われる。
「ジャパンカップクリテリウム」は2010年から、宇都宮市中心部、大通り（県道宇都宮那須烏山線）の本町交差点から上河原交差点間の上下車線を封鎖して設けられた1周1.55kmのコースによって行われている。
2013年の優勝者であるマイケル・ロジャースに対して、2013年12月18日にUCI（国際自転車競技連合）は期間中に採取した尿サンプルから禁止薬物のクレンブテロールの陽性反応を検出したと発表、翌2014年4月23日にUCIは食物汚染である可能性が高いとしてロジャースの暫定出場停止処分を解除したが、ジャパンカップ優勝は無効とされた。7月16日にジャック・バウアーの繰り上げ優勝が公式に発表された。
近年は2016年のファビアン・カンチェラーラや2017年のアルベルト・コンタドール、2018年のダミアーノ・クネゴなど、現役引退後にUCIレースではないジャパンカップクリテリウムを引退レースとして参戦するプロライダーも多い。
2020年は新型コロナウイルス感染症の流行の影響から、同年6月に中止を決定。代わりにバーチャルサイクリングサービス「ROUVY」を用いたバーチャルレースとして「デジタルジャパンカップ」を10月17日に開催した。メインイベントとなるプロレースはアルベルト・コンタドールも参加したが、当日朝に急遽出場が決まったコナー・ブラウン（NTTプロサイクリング）が優勝を飾った。2021年も同様の形でバーチャルレースが行われ、マテイ・モホリッチ（バーレーン・ヴィクトリアス）が優勝している。
2024年シーズンより正式名称に「宇都宮」が付け足され、「ジャパンカップサイクルロードレース」から「宇都宮ジャパンカップサイクルロードレース」となった。
- 主催：宇都宮市
- 主管：日本自転車競技連盟 / ジャパンカップサイクルロードレース実行委員会 / NPO法人ジャパンカップサイクルロードレース協会
- 後援：スポーツ庁 / 経済産業省 / 観光庁 / 栃木県 / JKA / スポーツニッポン新聞社 / 下野新聞社 / 栃木放送 / 東武鉄道 / 東日本旅客鉄道大宮支社
  - かつてはその時々の放送局・関連企業が後援に入っていた
- 特別協賛：富士重工業（スバル） / クボタ
  - 2009年大会からスバルが冠スポンサーとなり「SUBARU LEVORG presents 20XX UTSUNOMIYA JAPAN CUP CYCLE ROAD RACE」という表記が用いられている。そのためニュートラルカーもスバル車が利用されている。

## 歴代優勝者

### 男子エリート歴代優勝者
| 回 | 開催日         | 距離                   | 優勝者                       | 国籍             | 所属チーム                                           | 記録          |
| -- | -------------- | ---------------------- | ---------------------------- | ---------------- | ---------------------------------------------------- | ------------- |
| 1  | 1992年11月8日  | 185.4km                | ヘンドリック・ルダン         | ベルギー         | ロット                                               | 5時間34分08秒 |
| 2  | 1993年10月31日 | 154.5km                | クラウディオ・キアプッチ     | イタリア         | カレラジーンズ                                       | 4時間16分53秒 |
| 3  | 1994年10月23日 | 154.5km                | クラウディオ・キアプッチ(2)  | イタリア         | カレラジーンズ                                       | 4時間19分49秒 |
| 4  | 1995年10月31日 | 154.5km                | クラウディオ・キアプッチ(3)  | イタリア         | カレラジーンズ                                       | 4時間13分08秒 |
| 5  | 1996年10月27日 | 179.5km                | マウロ・ジャネッティ         | スイス           | チーム・ポルティ                                     | 4時間31分01秒 |
| 6  | 1997年10月26日 | 151.3km                | 阿部良之                     | 日本             | マペイGB                                             | 4時間04分09秒 |
| 7  | 1998年10月25日 | 151.3km                | ファビアン・ドワール         | ベルギー         | ロット・モビスター                                   | 4時間06分52秒 |
| 8  | 1999年10月31日 | 151.3km                | セルジョ・バルベーロ         | イタリア         | メルカトーネウノ                                     | 4時間10分43秒 |
| 9  | 2000年10月29日 | 151.3km                | マッシモ・コドル             | イタリア         | ランプレ・ダイキン                                   | 4時間16分34秒 |
| 10 | 2001年10月28日 | 151.3km                | ジルベルト・シモーニ         | イタリア         | ランプレ・ダイキン                                   | 4時間16分58秒 |
| 11 | 2002年10月27日 | 151.3km                | セルジョ・バルベーロ(2)      | イタリア         | ランプレ・ダイキン                                   | 4時間03分29秒 |
| 12 | 2003年10月26日 | 151.3km                | セルジョ・バルベーロ(3)      | イタリア         | ランプレ                                             | 4時間03分56秒 |
| 13 | 2004年10月24日 | 151.3km                | パトリック・シンケヴィッツ   | ドイツ           | クイックステップ                                     | 4時間01分30秒 |
| 14 | 2005年10月23日 | 151.3km                | ダミアーノ・クネゴ           | イタリア         | ランプレ                                             | 4時間05分56秒 |
| 15 | 2006年10月22日 | 151.3km                | リカルド・リッコ             | イタリア         | サウニエルドゥバル                                   | 3時間58分18秒 |
| 16 | 2007年10月28日 | 151.3km                | マヌエーレ・モーリ           | イタリア         | サウニエルドゥバル                                   | 4時間05分11秒 |
| 17 | 2008年10月26日 | 151.3km                | ダミアーノ・クネゴ(2)        | イタリア         | ランプレ                                             | 4時間04分57秒 |
| 18 | 2009年10月25日 | 151.3km                | クリス・アンカー・セレンセン | デンマーク       | チーム・サクソバンク                                 | 4時間06分19秒 |
| 19 | 2010年10月24日 | 151.3km                | ダニエル・マーティン         | アイルランド     | ガーミン・トランジションズ                           | 4時間02分28秒 |
| 20 | 2011年10月23日 | 151.3km                | ネイサン・ハース             | オーストラリア   | ジェネシス・ウェルスアドヴァイザーズ                 | 4時間08分35秒 |
| 21 | 2012年10月21日 | 151.3km                | イヴァン・バッソ             | イタリア         | リクイガス・キャノンデール                           | 4時間01分58秒 |
| 22 | 2013年10月20日 | 151.3km                | ジャック・バウアー           | ニュージーランド | ガーミン・シャープ                                   | 4時間25分44秒 |
| 23 | 2014年10月19日 | 151.3km                | ネイサン・ハース(2)          | オーストラリア   | ガーミン・シャープ                                   | 4時間06分48秒 |
| 24 | 2015年10月18日 | 144.2km                | バウク・モレマ               | オランダ         | トレック・ファクトリー・レーシング                   | 3時間53分40秒 |
| 25 | 2016年10月23日 | 144.2km                | ダヴィデ・ヴィッレッラ       | イタリア         | キャノンデール・ドラパック・プロサイクリング・チーム | 3時間46分43秒 |
| 26 | 2017年10月22日 | 103km                  | マルコ・カノラ               | イタリア         | NIPPO・ヴィーニファンティーニ                        | 2時間45分37秒 |
| 27 | 2018年10月21日 | 144.2km                | ロバート・パワー             | オーストラリア   | ミッチェルトン・スコット                             | 3時間44分00秒 |
| 28 | 2019年10月20日 | 144.2km                | バウク・モレマ(2)            | オランダ         | トレック・セガフレード                               | 3時間41分13秒 |
|    | 2020年 中止    |                        |                              |                  |                                                      |               |
|    | 2021年 中止    |                        |                              |                  |                                                      |               |
| 29 | 2022年10月16日 | 144.2km（10.3km×14周） | ニールソン・パウレス         | アメリカ合衆国   | EFエデュケーション・イージーポスト                   | 3時間37分49秒 |
| 30 | 2023年10月15日 | 133.9km（10.3km×13周） | ルイ・コスタ                 | ポルトガル       | アンテルマルシェ・サーカス・ワンティ                 | 3時間28分22秒 |
| 31 | 2024年10月20日 | 144.2km（10.3km×14周） | ニールソン・パウレス(2)      | アメリカ合衆国   | EFエデュケーション・イージーポスト                   | 3時間30分30秒 |

### クリテリウム優勝者
| 回 | 開催日         | 距離                                  | 優勝者                      | 国籍           | 所属チーム                           | 記録     |
| -- | -------------- | ------------------------------------- | --------------------------- | -------------- | ------------------------------------ | -------- |
| 1  | 2010年10月23日 | 1.55km×20周                           | トーマス・パルマー          | オーストラリア | ドラパック・ポルシェ                 | 42分20秒 |
| 2  | 2011年10月22日 | 1.55km×20周                           | スティール・ヴォン・ホフ    | オーストラリア | ジェネシス・ウェルスアドヴァイザーズ | 42分39秒 |
| 3  | 2012年10月20日 | 1.55km×20周                           | ヤロスラフ・マリチャ        | ポーランド     | サクソバンク・ティンコフバンク       | 41分51秒 |
| 4  | 2013年10月19日 | 1.55km×20周                           | スティール・ヴォン・ホフ(2) | オーストラリア | ガーミン・シャープ                   | 42分48秒 |
| 5  | 2014年10月18日 | 1.55km×20周                           | クリストファー・サットン    | オーストラリア | チーム・スカイ                       | 41分32秒 |
| 6  | 2015年10月17日 | 1.55km×20周                           | 別府史之                    | 日本           | トレック・ファクトリー・レーシング   | 42分29秒 |
| 7  | 2016年10月22日 | 2.25km×17周（パレード2周+レース15周） | 別府史之(2)                 | 日本           | トレック・ファクトリー・レーシング   | 43分04秒 |
| 8  | 2017年10月21日 | 2.25km×17周（パレード2周+レース15周） | マルコ・カノラ              | イタリア       | NIPPO・ヴィーニファンティーニ        | 43分57秒 |
| 9  | 2018年10月20日 | 2.25km×17周（パレード2周+レース15周） | ジョン・デゲンコルプ        | ドイツ         | トレック・セガフレード               | 42分38秒 |
| 10 | 2019年10月19日 | 2.25km×17周（パレード2周+レース15周） | エドワード・トゥーンス      | ベルギー       | トレック・セガフレード               | 42分38秒 |
| 11 | 2020年 中止    |                                       |                             |                |                                      |          |
| 12 | 2021年 中止    |                                       |                             |                |                                      |          |
| 13 | 2022年10月15日 | 2.25km×17周（パレード2周+レース15周） | エドワード・トゥーンス(2)   | ベルギー       | トレック・セガフレード               | 41分14秒 |
| 14 | 2023年10月14日 | 2.25km×17周（パレード2周+レース15周） | エドワード・トゥーンス(3)   | ベルギー       | トレック・セガフレード               | 40分59秒 |
| 15 | 2024年10月19日 | 2.25km×17周（パレード2周+レース15周） | トムス・スクインス          | ラトビア       | リドル・トレック                     | 41分32秒 |

## 放送について
第1回大会より2023年まで地元AMラジオ局栃木放送が「スポット中継」で実況生中継していたほか、2019年からはJ SPORTSによって生中継が行われている。それ以前はダイジェスト番組がJ SPORTSとキー局系民放BS（後述）で11月にテレビ放送されていた。2022年からはジャパンカップ公式YouTubeチャンネルでのライブ配信も行われており、クリテリウムについては地元とちぎテレビでも生中継している。
2007年から2009年の大会はフジテレビが後援に入っていた。ダイジェスト番組がBSフジと地上波フジテレビ（関東ローカル、2007年のみ）で放送された。同年までメディア展開は殆どなされておらず、実質的にこのダイジェストが放送される以外まず扱われなかった。
2010年はテレビ東京に代わり、ダイジェストは同系列のBSジャパンで放送。女子アナウンサーがコースを体験する企画がミニ番組で行われたり、深夜帯やInterFM（関連放送局）を中心にイベント告知CMが放映された。
2011年は日本テレビ・BS日テレに再度代わり、ダイジェストはBS日テレで放送された（再放送あり）。告知活動はほとんどされなかったものの、今回初めてレースの映像が地上波のスポーツニュース番組（Going!Sports&News）で放送された。
2012年は前年に続き日本テレビが放送。ダイジェストが地上波でも放送されたほか、日テレG+で完全版が放送された。
その他、首都圏ニュース（NHK・関東地方）で会場の模様が紹介されるものの、こちらはあくまで地域のイベントとして取材されており、レース内容については詳報されない。そのほか、とちぎテレビを除くと地上波テレビ各局のニュース・スポーツ番組で本大会が取り上げられることはまれである。